# 龔天申
龔天申（16世紀—17世紀），字子德，湖廣岳州府澧州人，明朝政治人物。

## 生平
龔天申十二歲成為生員，潛心理學，曾跟隨趙貞吉及胡直學習，文章德行得一時所重。嘉靖三十四年（1555年）乙卯科湖廣鄉試舉人，婉拒擔任永順軍民宣慰使司教職，並寫信勸諭不要生事，萬曆五年（1577年）授嚴州同知，為政慈惠寬和，所行措施必定為長遠計劃；當地有兄弟爭產興訟十年餘，他斥責二人，下令他們在公堂相拜，月多後有另一對兄弟興訟，二人竟前往充任和解者，不久他也因父母離世回鄉。
服闋後龔天申改任兗州同知，開通永濟新河方便漕運，又修築汶上縣城，修築太行堤二百餘里抵禦黃河，不久去世，濟汶人民像失去慈母一樣，入祀鄉賢祠。

## 引用
1. 1 2  四庫全書《湖廣通志·卷五十·鄉賢志》：龔天申，澧州人，嘉靖舉人，萬厯初為嚴州同知，民有兄弟爭產訟十年不止者，責令相拜於堂，後月餘復有兄弟訟，而兩人為和解，則前爭產兄弟也；改補兗州，開永濟新河便漕運受上方殊賞，兗州祀名宦。子錞舉鄉試，孫之伊萬厯庚戌進士，之安以鄉舉為蜀令，死獻賊之難。 以上舊通志
2. ↑  《萬曆三十八年庚戌科序齒錄》：民籍，治《詩經》，年二十六歲中式萬曆三十八年庚戌科第三甲第一百三十五名進士。甲申十月初十日生，行一，曾祖龔宇，壽官鄉賓；祖龔天申，乙卯亞魁，歷嚴、兗二府同知，祀鄉賢；父龔敘，廩生；母高氏；繼母陳氏；庶母龐氏。嚴侍下。妻李氏，兄龔之彥（壬子舉人），弟之安（丙午舉人）；之傳（廩生）；之庠（庠生）；之愿（庠生）；之度（庠生）；之佐（庠生）；之吉（庠生）；之伯（庠生）；之仲；之俶。
3. 1 2  乾隆《直隷澧州志林·卷十六·人物志》：龔天申，字子德，年十二補諸生，潛心理學，嘗從趙大洲及太和胡正甫遊，文章德行取重一時，領嘉靖乙卯鄉薦，萬厯時為嚴州府同知，清聲卓績，詳嚴陵志，轉兗州，開永濟新河便漕運受殊賞，築汶上城，以黃河堤脆不任障禦，築太行堤二百餘里，尋卒，濟汶間如失慈母，詔祀鄉賢。
4. ↑  光緒《嚴州府志·卷十二·遺愛上》：龔天申，澧州人，任府丞，秉性慈惠，敷政寬和，諸所措施必為一方計久遠，後以憂去。
5. ↑  《古今圖書集成·明倫彙編·氏族典·卷三十五》：龔天申 按《澧州志》：「天申，字子德，嘉靖乙卯鄉舉，潛心理學。永順宣慰聘為師，力辭，止貽書戒勿起釁，遂解永順桑梓之難。萬曆丁丑，同知嚴州府，轉兗州，尋卒。」